# 1935 год в изобразительном искусстве СССР
1935 год был отмечен рядом событий, оставивших заметный след в истории советского изобразительного искусства.

## События
- В январе в Ленинграде в залах Всероссийской Академии художеств открылась выставка картин, исполненных по заказам ленинградского областного товарищества художников[1].

- 24 марта в Харькове открыт памятник Т. Г. Шевченко, украинскому поэту, писателю, художнику и мыслителю[2][3]. Авторы памятника — скульптор Матвей Манизер и архитектор Иосиф Лангбард.

- Распоряжением Ленсовета Ленинградскому областному Союзу художников передано всё здание бывшего Императорского Общества поощрения художеств по улице Герцена дом 38. Новым Председателем ЛОСХ избран Н. Э. Радлов, сменивший на этом посту К. С. Петрова-Водкина. Были образованы секции живописи (председатель секции Н. И. Дормидонтов), скульптуры (председатель В. В. Эллонен), графики (председатель Д. И. Митрохин), театра и кино (председатель В. М. Ходасевич). Союз насчитывал 425 членов[4].
- 24 апреля в Ленинграде в Государственном Русском музее открылась «Первая выставка ленинградских художников». Экспонировались 1079 работ 282 участников, созданные в основном за последние три года, прошедшие после образования Ленинградского Союза советских художников, в том числе работы Владислава Анисовича, Исаака Бродского, Петра Бучкина, Александра Ведерникова, Марии Зубреевой, Николая Кострова, Владимира Лебедева, Александра Любимова, Казимира Малевича, Виктора Орешникова, Михаила Платунова, Аркадия Рылова, Александра Савинова, Александра Самохвалова, Рудольфа Френца и других художников[5].

- 12 сентября открыта для публичного посещения Курская областная картинная галерея им. А.А. Дейнеки. Собрание европейской живописи включает картины Д. Тьеполо, Ф. Бароччи, И. Кленгеля. Отечественное искусство представлено работами В. Тропинина, И. Левитана, Ф. Рокотова, В. Боровиковского, И. Крамского, В. Поленова, А. Куинджи, обширной коллекцией живописи советского периода, в которой выделяется собрание произведений А. А. Дейнеки, родившегося в Курске. Один из крупнейших региональных художественных музеев России.
- В Москве в ЦПКиО имени Горького установлен первый вариант скульптуры «Девушка с веслом» И. Д. Шадра. Скульптура изображала обнажённую девушку во весь рост с веслом в правой руке. Форма головы девушки была чётко обрисована, волосы очень туго натянуты и закручены в два «рожка», лоб и затылок полностью открыты. Высота фигуры вместе с бронзовым постаментом была около 12 метров. Она была установлена в центре фонтана на главной магистрали Парка имени Горького. Скульптура подверглась критике и в том же году её переместили в парк культуры и отдыха Луганска. Её уменьшенная копия хранится в Третьяковской галерее. В 1936 году на её месте был установлен второй переработанный вариант скульптуры того же автора.
- 30 сентября в Москве в выставочном зале «Всекохудожника» (Кузнецкий мост, 11) открылась выставка картин ленинградских художников. Экспонировались работы 91 живописца, среди них Михаила Авилова, Георгия Бибикова, Григория Бобровского, Петра Бучкина, Льва Вольштейна, Алексея Карева, Владимира Лебедева, Виктора Орешникова, Кузьмы Петрова-Водкина, Александра Самохвалова, Рудольфа Френца, Ефима Чепцова и других художников[6].

- 24 октября в Москве на Спасской башне Кремля установлена первая пятиконечная самоцветная Кремлёвская звезда[7], выполненная по эскизам Народного художника СССР, главного художника Большого театра академика Ф. Ф. Федоровского. 25 октября пятиконечная звезда была установлена на шпиле Троицкой башни, 26 и 27 октября на Никольской и Боровицкой башнях. Первые звёзды были изготовлены из высоколегированной нержавеющей стали и красной меди. В центре звезды уральскими самоцветами был выложен символ Советской России — серп и молот. Серп и молот были покрыты золотом толщиной 20 мкм. Самоцветные звёзды простояли до 1937 года, тогда они были заменены на рубиновые. Звезда, которая в 1935—1937 годах находилась на Спасской башне Московского кремля, позднее была установлена на шпиле Северного речного вокзала.

## Деятели искусства

### Родились
- 24 февраля — Виктор Отиев, живописец, пейзажист и анималист (ум. в 1999).
- 20 марта — Александр Бурганов, скульптор, народный художник России, лауреат Государственной премии СССР.
- 16 апреля — Вениамин Борисов, живописец.
- 27 мая — Татьяна Горб, живописец, график, педагог.
- 6 октября — Николай Абеленцев, живописец.
- 14 декабря — Юрий Павлов, живописец.
- 28 декабря — Александр Наумов, живописец (ум. в 2010).

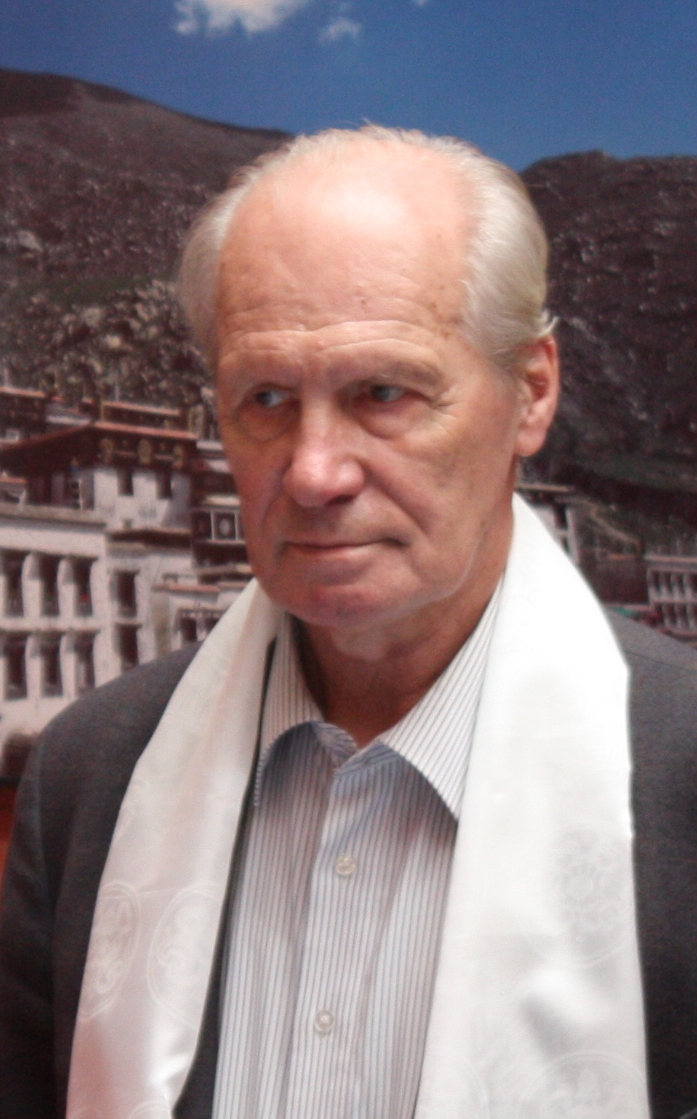
Александр Бурганов

### Скончались
- 22 октября — Василий Купцов, живописец и график (род. в 1899).
- 16 ноября — Павел Власов, живописец и педагог (род. в 1857).
- 2 декабря — Антон Васютинский, советский художник, скульптор-медальер, Герой Труда (род. в 1858).